# Русаковская эстакада
Русаковская эстакада — эстакада в составе Третьего транспортного кольца в Москве, входящая в состав  Гавриковой улицы и проходящая над Русаковской улицей. Эстакада была спроектирована специалистами института по изысканиям и проектированию инженерных сооружений «Мосинжпроект» под руководством Светланы Панкиной и сооружена в 1982—1984 годах. При строительстве были снесены школа №316, кинотеатр «Шторм», здание бывшего монастыря, детский парк и другие капитальные объекты.
В 2012 году ГБУ «Госмост» организовало в подэстакадном пространстве парковку на 17 машиномест. Летом—осенью 2013 года в рамках проекта государственного учреждения профессиональные художники нанесли граффити на подопорные стены развязки. В 2013 году эстакада была включена в план по размещению автоматизированных станций метеомониторинга, собирающих сведения об атмосферном давлении, температуре дорожного покрытия и дальности обзора и передающих их автомобилистам.